# ام۶۰ پاتون

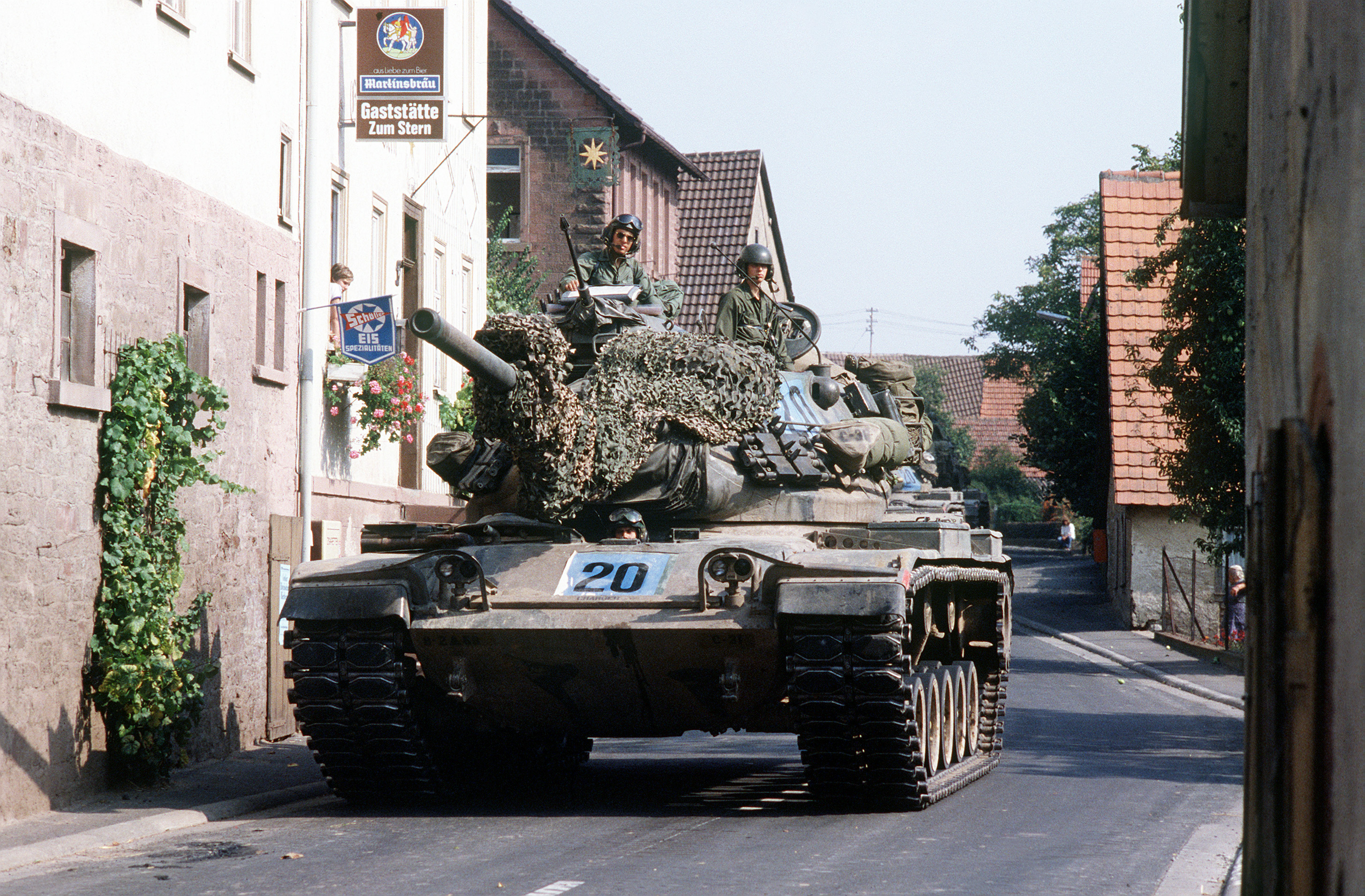
ام۶۰آ۱ ارتش آمریکا در آلمان غربی

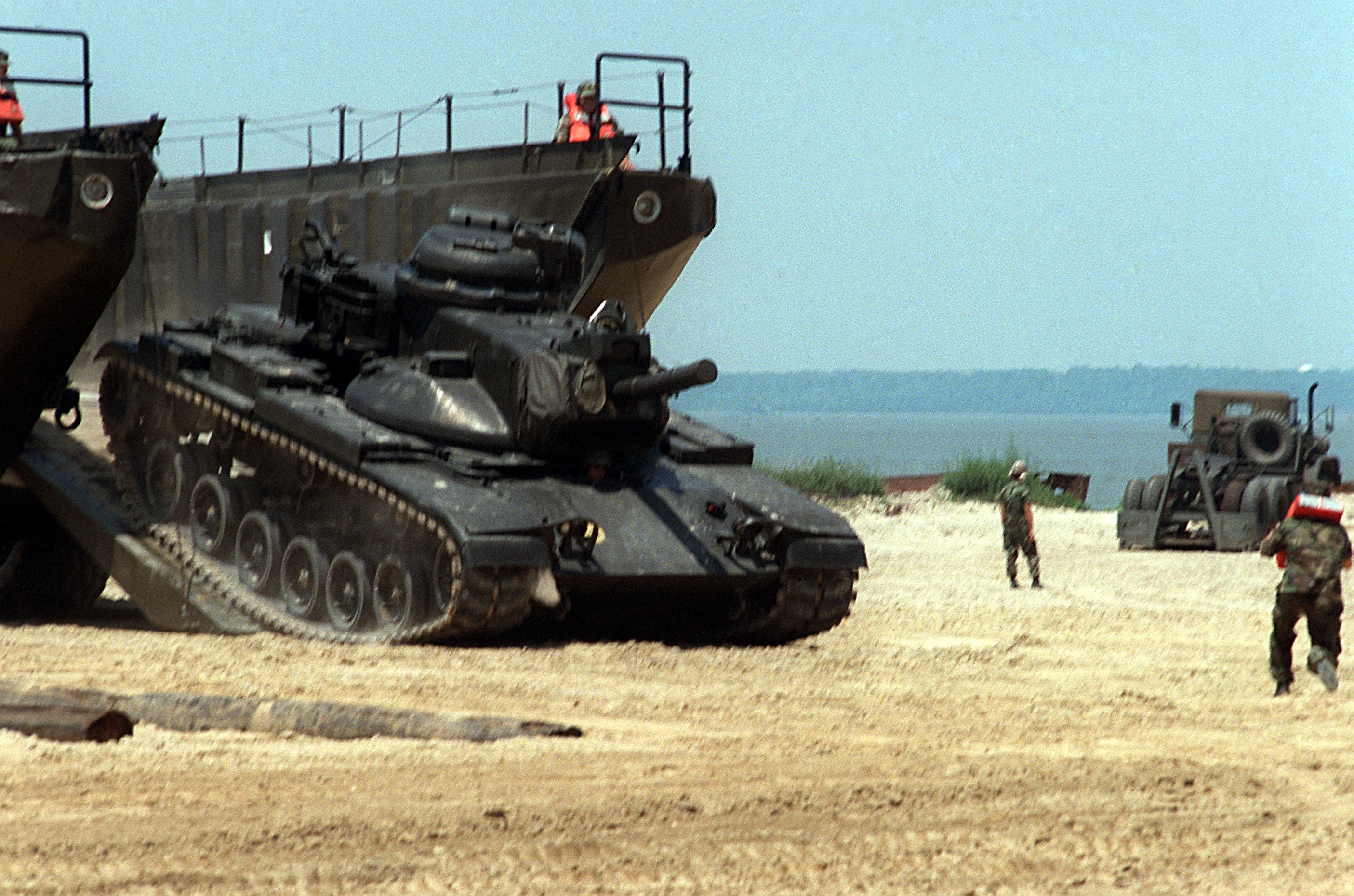
ام۶۰آ۲

ام۶۰ پاتون نخستین تانک رزمی اصلی آمریکایی بود که در سال ۱۹۶۰ تولید شد و سال‌ها مورد استفاده آمریکا و متحدان آن در جنگ سرد قرار داشت. ام۶۰ هرچند در ارتش آمریکا با ام۱ آبرامز جایگزین شده اما استفاده از آن هنوز در بسیاری از کشورها ادامه دارد.
طراحی ام۶۰ بر اساس تانک متوسط ام۴۸ پاتون صورت گرفت که تا پیش از تولید ام۶۰ تانک اصلی ارتش آمریکا بود. پیشرفت‌های ام۶۰ نسبت به‌ام۴۸ شامل استفاده از توپ نیرومندتر ۱۰۵ میلی‌متری به جای توپ ۹۰ م‌م ام۴۸، استفاده از چرخ‌های آلومینیومی به جای فولادی، زره قوی‌تر و ضخیم‌تر، موتور دیزلی قوی‌تر با توان ۷۵۰ اسب بخار، و افزایش برد عملیاتی به ۴۸۰ کیلومتر می‌شد.

## انواع

### ام۶۰آ۱
اولین مدل بهینه‌شده‌ام۶۰ در سال ۱۹۶۳ با نام ام۶۰آ۱ طراحی شده و تولید آن تا سال ۱۹۸۰ ادامه یافت. این مدل از یک برجک بزرگتر با طراحی بهتر، محافظت زرهی و سیستم جذب ضربه بهتر و همچنین پایدارکننده سلاح اصلی سود می‌برد. با این حال این تانک قادر نبود تا در هنگام حرکت با دقت خوبی شلیک کند چون سیستم پایدارکننده توپ فقط آن را در جهت حرکت تانک ثابت نگه می‌داشت با این حال امکان شلیک دقیق مسلسل هم‌محور وجود داشت.

### ام۶۰آ۲
ام۶۰آ۲ یک مدل موقت در جریان پروژه طراحی تانک مشترک آمریکا و آلمان با نام ام‌بی‌تی-۷۰ بود. ام۶۰آ۲ که از فناوری‌های عصر فضا در آن استفاده بسیار شده بود از یک برجک کاملاً متفاوت و کم‌ارتفاع بهره می‌برد. این مدل از یک توپ ۱۵۲ میلی‌متری همچون آنِ تانک سبک ام۵۵۱ شریدان استفاده می‌کرد که توان شلیک موشک ضد تانک Shillelagh را داشت. این مدل کاملاً ناموفق بود اما بسیاری از پیشرفت‌های فنی آن در ام‌بی‌تی-۷۰ استفاده شد که البته از آن هم فقط یک پیش‌نمونه ساخته شد و هیچگاه به مرحله تولید و استفاده نرسید، هرچند لئوپارد۲ در آلمان و ام۱ آبرامز در آمریکا بر اساس دستاوردهای آن طراحی شدند.

### ام۶۰آ۳
طراحی ام۶۰آ۳ در سال ۱۹۷۸ آغاز شد. در این مدل فناوری‌های جدیدی چون سیستم‌های دودزا، مسافت‌یاب لیزری، کامپیوتر بالستیکی ام۲۱ و سیستم پایدارساز برجک مشارکت داشت و تمام ام۶۰های ارتش آمریکا بر اساس آن بهینه شدند.

### تانک صمصام
تانک صمصمام نام مدل بهینه شده‌ام۶۰آ۱ در ایران است. ایران ۴۶۰ عراده ام۶۰ آ۱ را در سال‌های ۷۰-۱۹۶۹ از آمریکا خریداری کرده بود. مهم‌ترین اصلاحات شامل نصب سیستم کنترل آتش اسلوونیایی ئی‌اف‌سی‌اس-۳ که در دیگر تانک‌های ایرانی هم کاربرد دارد، سامانه پایدارگر سلاح، تجهیزات دید در شب، سامانه هشداردهنده لیزری و زره واکنشی انتخابی است.

### تانک سلیمان 402
تانک سلیمان 402 یک مدل بهینه شده ام 60 توسط ارتش جمهوری اسلامی ایران است که در شهریور 1403 از آن رونمایی شد.این ارتقاء ام 60 را در میان تانک های بروز میدان نبرد قرارداده است.

## مقایسه با تانک‌های هم‌دوره
|                    | ام۶۰ آ۳ پاتون              | لئوپارد ۱                  | آام‌ایکس-۳۰                 | تی-۵۵                      | تی-۶۲                      | چیفتن                      |
| ------------------ | -------------------------- | -------------------------- | -------------------------- | -------------------------- | -------------------------- | -------------------------- |
| وزن                | ۵۵.۶ تن                    | ۴۲.۲ تن                    | ۳۶ تن                      | ۳۶ تن                      | ۴۰ تن                      | ۵۶ تن                      |
| توپ                | توپ خان‌دار ۱۰۵ م‌م/۵۳ ال۷   | توپ خان‌دار ۱۰۵ م‌م/۵۳ ال۷   | توپ خان‌دار ۱۰۵ م‌م/۵۶ اف۱   | توپ خان‌دار ۱۰۰ م‌م/۵۲ دی۲۰  | توپ بدون خان ۱۱۵ م‌م        | توپ خان‌دار ۱۲۰ م‌م/۵۵       |
| ظرفیت حمل مهمات    | ۶۳ گلوله                   | ۵۵ گلوله                   | ۵۰ گلوله                   | ۴۳ گلوله                   | ۴۰ گلوله                   | ۶۲ گلوله                   |
| برد عملیاتی        | ۴۸۰ کیلومتر                | ۶۰۰ کیلومتر                | ۶۰۰ کیلومتر                | ۵۰۰ کیلومتر                | ۴۵۰ کیلومتر                | ۵۰۰ کیلومتر                |
| قدرت موتور         | ۷۵۰ اسب بخار (۵۶۰ کیلووات) | ۸۳۰ اسب بخار (۶۲۰ کیلووات) | ۶۸۰ اسب بخار (۵۱۰ کیلووات) | ۵۸۰ اسب بخار (۴۳۰ کیلووات) | ۵۸۰ اسب بخار (۴۳۰ کیلووات) | ۷۵۰ اسب بخار (۵۶۰ کیلووات) |
| حداکثر سرعت (جاده) | ۵۰ کیلومتر بر ساعت         | ۶۲ کیلومتر بر ساعت         | ۶۵ کیلومتر بر ساعت         | ۵۰ کیلومتر بر ساعت         | ۵۰ کیلومتر بر ساعت         | ۵۰ کیلومتر بر ساعت         |
| زره (جلوی برجک)    | ۲۵۴ م‌م                     | ۶۰ م‌م مدور                 | ۸۱ م‌م                      | ۲۰۳ م‌م                     | ۲۴۲ م‌م                     | ۱۹۵ م‌م با زاویه ۶۲ درجه    |
| زره (جلوی بدنه)    | ۲۶۷ م‌م (در خط دید)         | ۷۰ م‌م در زاویه ۶۰          | ۷۹ م‌م (در خط دید)          | ۹۷ م‌م در زاویه ۵۸ درجه     | ۱۰۲ م‌م در زاویه ۶۰         | ۱۷۲ م‌م در زاویه ۷۲ درجه    |

## کاربران

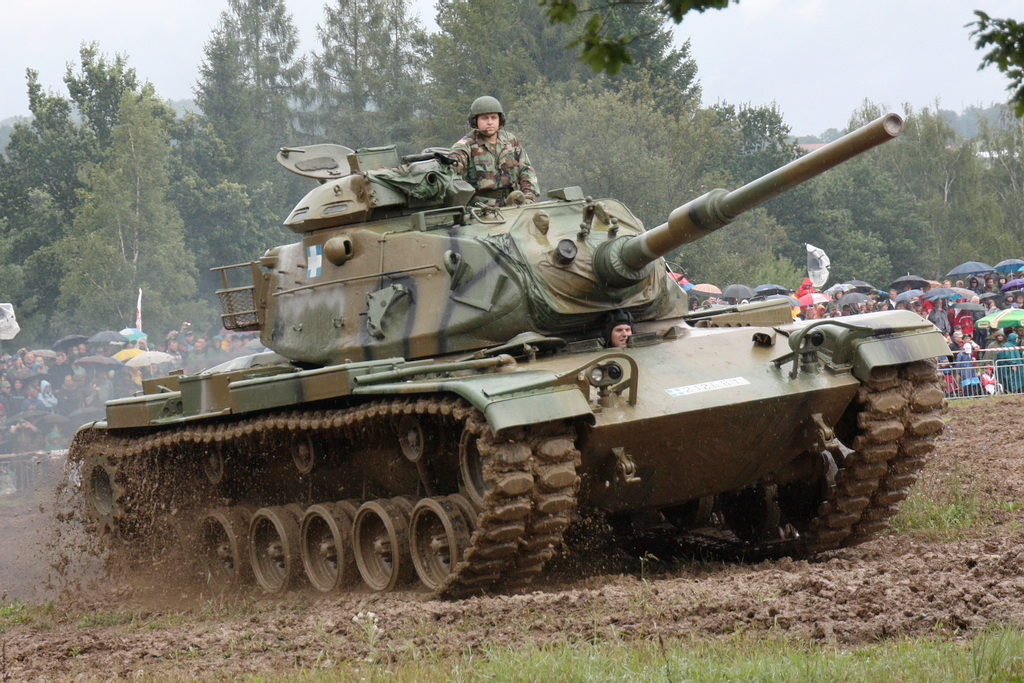
ام۶۰آ۱ سابق ارتش یونان

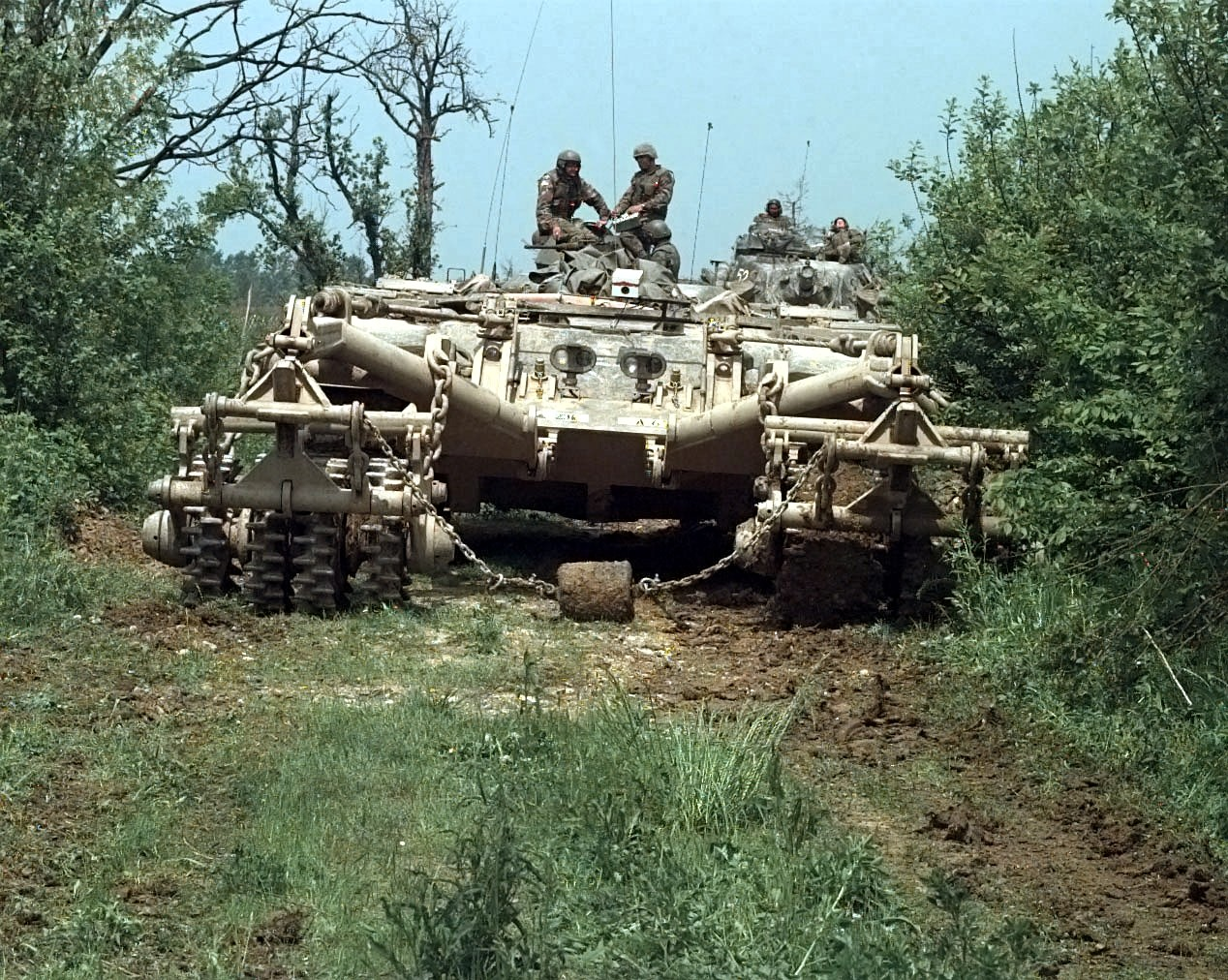
مدل مین‌روب ام۶۰ با کنترل از راه دور سال ۱۹۹۶ در بوسنی هرگوزوین

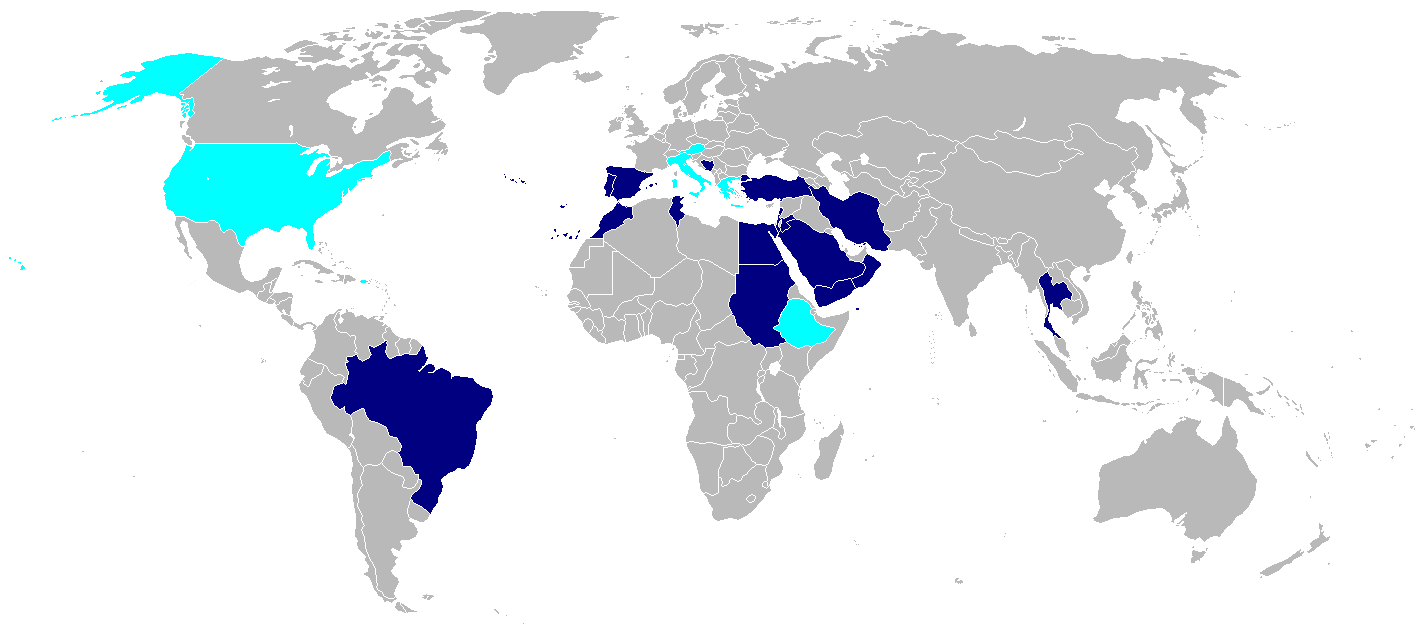
کاربران کنونی: آبی پر رنگ، سابق: آبی روشن.

### کنونی
- آرژانتین - فقط یک عراده برای آزمایش و بررسی که هم‌اکنون در موزه قرار دارد.
- افغانستان – ۱۳ عراده که از یونان به عنوان کمک نظامی دریافت شد.[۶]
- بوسنی و هرزگوین – ۴۵ عراده ام۶۰آ۳
- بحرین – ۱۸۰ عراده ام۶۰آ۳[۷]
- برزیل – ۹۱ عراده ام۶۰آ۳[۸]
- مصر – ۱۷۰۰ عراده ام۶۰آ۳ و آ۱[۹]
- ایران – ۲۵۰ عراده ام۶۰آ . تعدادی به تانک صمصام و سپس نمونه به روزتر یعنی تانک سلیمان 402 بهینه شده‌اند.
- اسرائیل – حدود ۸۰۰ عراده از مدل‌های بهینه‌شده بومی.[۱۰]
- اردن – ۳۵۴ عراده
- لبنان – ۶۶ عراده [۱۱] مدل آ۳. دست دوم از آمریکا به عنوان کمک نظامی در سال ۲۰۰۹ دریافت شد.[۱۲]
- مراکش – ۳۴۰ عراده ام۶۰آ۳
- عمان – ۹۳ عراده
- پرتغال – ۱۰۰ عراده ام۶۰آ۳ (به زودی بازنشسته خواهد شد)
- عربستان سعودی – ۴۵۰ عراده ام۶۰آ۳ و آ۱
- اسپانیا – ۱۷ عراده ام۶۰آ۳ در تفنگداران دریایی، ۳۸ عراده ام۶۰سی‌زد (تانک مهندسی)، ۱۲ عراده ام۶۰وی‌ال‌پی‌دی (تانک پل‌ساز)، از مدل‌های طراحی شده بومی، در نیروی زمینی
- سودان – ۲۰ عراده
- تایوان – ۴۵۰ عراده ام۶۰آ۳[۱۳]
- تایلند – ۱۷۸ عراده ام۶۰آ۳ دست دوم ارتش آمریکا
- تونس – ۸۴ عراده
- ترکیه – ۹۲۵ عراده ام۶۰آ۳ و آ۱
- یمن – ۵۵ عراده

### سابق
- اتریش – به مصر فروخته شده و با لئوپارد جایگزین شد.
- یونان – ۶۶۹ ام۶۰آ۱/آ۳ که به تدریج با تانک‌های لئوپارد۱ و لئوپارد۲ جایگزین شدند.
- ایتالیا با تانک آریته جایگزین شد
- ایالات متحده آمریکا – در سال ۱۹۹۷ از خدمت فعال نظامی خارج شده و به‌طور کامل با ام۱ آبرامز جایگزین شد. تعدادی هنوز در ذخیره/انبار قرار دارند..
- اتیوپی